# Thomas Gates
Sir Thomas Gates (fl.  1585-1622) est, à partir de 1610, le gouverneur (en) de Jamestown, dans la colonie anglaise de Virginie (aujourd'hui le Commonwealth de Virginie, des États-Unis d'Amérique). Son prédécesseur, George Percy, par un leadership inepte, est responsable des vies perdues pendant la période appelée le Starving Time (en) (temps de la faim). Gates d'origine anglaise arrive en Virginie pour trouver quelques colons affamés survivants commandés par Percy, et il prend le commandement. Gates a gouverné avec le sous-gouverneur Sir Thomas Dale (en) . Leurs méthodes contrôlées et strictes aident les premières colonies à survivre. Sir Thomas est fait chevalier en 1596 par Robert Devereux, 2e comte d'Essex pour bravoure lors de la prise de Cadix . Son titre de chevalier est ensuite confirmé par la reine Élisabeth Ire.

## Third Supply et Bermudes
Gates est nommé par la Virginia Company de Londres, qui a établi la colonie de Jamestown en vertu d'une charte royale pour la colonisation de la Virginie. Il navigue pour Jamestown en 1609, à bord du Sea Venture, le nouveau navire amiral de la Virginia Company. Le Sea Venture fait partie du Third Supply (en) (troisième ravitaillement), une flotte de sept navires, compris deux pinasses, destinée à livrer de nouveaux colons et des fournitures indispensables.
En mer, les navires du Third Supply sont séparés par une tempête de trois jours, requalifiée de nos jours en un grand ouragan. L'amiral de la Virginia Company, Sir George Somers, prend la barre délibérément et conduit le navire sur des rochers pour empêcher son naufrage. Les roches se sont avérées être la ligne de récif à l'est d'un archipel inhabité, maintenant connu sous le nom de Bermudes. Les autres navires arrivent à Jamestown, ignorant le sort du Sea Venture.
Les 150 survivants passent les dix mois suivants aux Bermudes à construire deux nouveaux navires pour terminer le voyage vers Jamestown. Cependant, deux factions se développent en raison d'un différend entre Gates et Somers. Somers estime que Gates a conservé son autorité jusqu'à au moment où les colons ont débarqué à Jamestown. Les deux nouveaux navires, le Deliverance et le Patience sont achevés et naviguent pour la Virginie en 1610. Ils laissent deux hommes (un troisième sera laissé au retour du Patience à Jamestown) pour maintenir la revendication des Bermudes pour l'Angleterre. La charte de la Virginia Company sera officiellement étendue aux Bermudes en 1612.
Depuis ce jours, les Bermudes sont également connues officiellement sous le nom de îles Somers . Sir Thomas Gates a laissé son propre nom sur une partie de la colonie, Gate's Bay, où les survivants du Sea Venture ont débarqué. Le plus ancien fort des Bermudes, construit entre 1612 et 1615, est connu sous le nom de Gate's Fort. De nombreux chercheurs pensent que les récits de Gates ont inspiré la comédie de William Shakespeare, The Tempest. Sir Thomas Gates fait ériger une croix avant de quitter les Bermudes, sur laquelle se trouve une tablette de cuivre inscrite en latin et en anglais : 
In Memory of our deliverance both from the Storme and the Great leake wee have erected this cross to the honour of God. It is the Spoyle of an English Shippe of 300 tonnes called SEA VENTURE bound with seven others (from which the storme divided us) to Virginia or NOVA BRITANIA in America. In it were two Knights, Sir Thomas Gates, Knight Governor of the English Forces and Colonie there: and Sir George Somers, Knight Admiral of the Seas. Her Captain was Christopher Newport. Passengers and mariners she had beside (which all come to safety) one hundred and fiftie. Wee were forced to runne her ashore(by reason of her leake) under a point that bore South East from the Northerne Point of the Island which wee discovered first on the eighth and twentieth of July 1609.

## Colonie de Virginie
En arrivant à Jamestown, seuls 60 des 500 colons qui y avaient débarqué auparavant sont retrouvés vivants pendant l'hiver 1609–1610, connu sous le nom de « Starving Time ». L'état de la colonie est si misérable qu'on l'abandonne, renvoyant tout le monde en Angleterre. Cependant, l'arrivée opportune d'une autre flotte de secours sous les ordres de Lord De La Warr donne un sursis à la colonie. Les actions de Gates en tant que gouverneur sont enregistrées par son secrétaire, William Strachey, et sont publiées plus tard sous le titre: « A True Reportory of the wracke, and redemption of Sir THOMAS GATES, Knight.», raccourci en True Reportory (en).
Après que Samuel Argall eut enlevé Pocahontas en avril 1613, Gates craignit les représailles du chef Powhatan et livra la princesse algonquienne à Dale à Henricus . Elle rencontre John Rolfe pendant sa captivité trois mois plus tard. Le révérend Alexander Whitaker convertit Pocahontas au christianisme, et elle a adopte le nom "Rebecca".
Gates continuera à établir au moins trois nouveaux forts le long de la rivière James, ainsi que des blockhaus, un quai et une maison du gouverneur. Gates dirigera également une force armée contre les Powhatans, les battant; et il sear gouverneur lorsque Sir Thomas Dale établira la première colonie anglaise permanente à l'extérieur de Jamestown, appelée Henricus .
Les actions de Gates lui valurent d'être considéré comme un héros national à son retour en Angleterre, ce dont la Virginia Company avait grand besoin en raison du précédent désintéressement des investisseurs. Gates fut ouvertement en faveur de futures expéditions dans le Nouveau Monde et a averti ses supérieurs que les colonies échoueraient sans approvisionnements appropriés. En novembre 1619, le nouveau trésorier de la Virginia Company, Sir Edwin Sandys, loua « Wisdom, industry, and valour, accompanied with exceeding paines and patience, in the midst of many difficulties.».

## Mort
Gates meurt aux Pays-Bas quelque temps avant le 7 septembre 1622. Dudley Carleton est cité, disant que Gates était « an ancient honest gentleman of this nation ». Gates a cinq enfants à sa mort, Thomas, Anthony, Margaret, Mary et Elizabeth.